# Принципія Діскордія
Principia Discordia — священна книга діскордіанства, написана Грегом Гіллом (Малакліпс Молодший) і Керрі Венделлом Торнлі (Лорд Омар Хаям Равенгурст). Перше видання надруковано на принтері Xerox Джима Гаррісона 1963 року. Друге видання опубліковано 1965 року під назвою Початок Discordia or How The West Was Lost обмеженим накладом з п'яти копій.
Principia Discordia описує діскордіанську спільноту і її богиню Ериду, так само як і основи діскордіанства як конфесії. Книга складається з друкованого і рукописного тексту, перемішаного з кліпартом, штампами та печатками, привласненими з інших джерел.
Попри те, що Principia Discordia сповнена явних суперечностей і гумору, вона містить кілька фраз, які переконують читача в серйозності прочитаного, наприклад послання на сторінці 00075: «Якщо ти думаєш, що Принципія не більше ніж бу-га-га, то прочитай її спочатку».
Principia Discordia активно цитується і має багато спільних тем з науково-фантастичною книгою The Illuminatus! Trilogy Роберта Ші і Роберта Антона Вілсона. Вілсон не був безпосередньо залучений до написання «Принципії».
У книзі використовуються такі символи як яблуко розбрату, п'ятикутник, і «Священне Хао», що являє собою даоський символ тайцзи, де інь і ян замінені на яблуко і п'ятикутник. До святих зараховані Нортон I, Йоссар'ян, Дон Кіхот і Боконон. Principia Discordia також представила містичне слово fnord, пізніше популяризоване в The Illuminatus! Trilogy.

## Загалом
Principia Discordia містить три основних принципи: Принцип Анеріс (порядок), Принцип Еріс (безладдя) і нагадування що обидва принципи ілюзорні.
|  | Анерічний принцип - це очевидний порядок; ерістичний принцип - це явний безлад. І порядок, і безлад - це поняття, створені людиною, і є штучним поділом чистого хаосу, що є глибиною глибшою, ніж рівень розрізнення. За допомогою нашого апарату для створення концепцій, який називається "мозок", ми дивимось на реальність через уявлення про реальність, які нам дають наші культури. Ідеї про реальність помилково називають "реальністю", а непросвічені люди назавжди спантеличені тим, що інші люди, особливо інші культури, бачать "реальність" інакше. Тільки уявлення про реальність відрізняються. Справжня (з великої І) Істинна реальність - це рівень глибший, ніж рівень концепції. Ми дивимось на світ через вікна, на яких намальовані сітки (концепції). Різні філософії використовують різні сітки. Культура - це група людей з досить схожими сітками. Через вікно ми розглядаємо хаос, співвідносимо його з точками на нашій сітці і тим самим розуміємо його. Порядок у сітці. У цьому полягає анерічний принцип. Західна філософія традиційно займається протиставленням однієї сітки іншій та зміною сіток в надії знайти ідеальну, яка враховуватиме всю реальність і, отже, (кажуть непросвічені західники) буде правдою. Це ілюзорно; це те, що ми, ерісійці, називаємо анерістичною ілюзією. Деякі сітки можуть бути кориснішими за інші, деякі красивішими за інші, деякі приємнішими за інші тощо, але жодна не може бути більш правдивою, ніж будь-яка інша. Безлад - це просто не пов’язана інформація, яка розглядається через певну сітку. Але, як і "відношення", не-відношення - це поняття. Чоловік, як і жінка, - це уявлення про секс. Сказати, що чоловічість - це "відсутність жіночої статі", або навпаки, - це питання визначення і метафізично довільне. Штучна концепція не-відношення - це Ерістичний принцип. Переконання в тому, що "порядок є істинним", а безлад - помилковим або якимось чином неправильним, є Анерістичною ілюзією. Сказати те саме про безлад - це Ерістична ілюзія. Справа в тому, що (з малої і) істина - це питання визначення відносно сітки, яку ми використовуємо на даний момент, і що (з великої І) Істина, метафізична реальність, не має значення для сіток. Виберіть сітку, і через неї якийсь хаос виглядає упорядкованим, а інший - невпорядкованим. Виберіть іншу сітку, і той самий хаос буде виглядати по-різному упорядкованим та невпорядкованим. Реальність - це оригінальний Роршах. Воістину! Так багато всього цього. —Malaclypse the Younger, Principia Discordia, стор. 00049–00050Оригінальний текст (англ.) The Aneristic Principle is that of apparent order; the Eristic Principle is that of apparent disorder. Both order and disorder are man made concepts and are artificial divisions of pure chaos, which is a level deeper than is the level of distinction making. With our concept-making apparatus called "the brain" we look at reality through the ideas-about-reality which our cultures give us. The ideas-about-reality are mistakenly labeled "reality" and unenlightened people are forever perplexed by the fact that other people, especially other cultures, see "reality" differently. It is only the ideas-about-reality which differ. Real (capital-T) True reality is a level deeper than is the level of concept. We look at the world through windows on which have been drawn grids (concepts). Different philosophies use different grids. A culture is a group of people with rather similar grids. Through a window we view chaos, and relate it to the points on our grid, and thereby understand it. The order is in the grid. That is the Aneristic Principle. Western philosophy is traditionally concerned with contrasting one grid with another grid, and amending grids in hopes of finding a perfect one that will account for all reality and will, hence, (say unenlightened westerners) be true. This is illusory; it is what we Erisians call the Aneristic Illusion. Some grids can be more useful than others, some more beautiful than others, some more pleasant than others, etc., but none can be more True than any other. Disorder is simply unrelated information viewed through some particular grid. But, like "relation", no-relation is a concept. Male, like female, is an idea about sex. To say that male-ness is "absence of female-ness", or vice versa, is a matter of definition and metaphysically arbitrary. The artificial concept of no-relation is the Eristic Principle. The belief that "order is true" and disorder is false or somehow wrong, is the Aneristic Illusion. To say the same of disorder, is the Eristic Illusion. The point is that (little-t) truth is a matter of definition relative to the grid one is using at the moment, and that (capital-T) Truth, metaphysical reality, is irrelevant to grids entirely. Pick a grid, and through it some chaos appears ordered and some appears disordered. Pick another grid, and the same chaos will appear differently ordered and disordered. Reality is the original Rorschach. Verily! So much for all that. |

## Історія
«Принципия Діскордія або Як Було Втрачено Захід» спочатку опубліковано обмеженим накладом п'ять копій і випущено як об'єкт суспільного надбання в 1965. Повна назва четвертого і найвідомішого видання — Principia Discordia or How I Found Goddess And What I Did To Her When I Found Her: The Magnum Opiate Of Malaclypse The Younger, Wherein is Explained Absolutely Everything Worth Knowing About Absolutely Anything.

## Міфологія
У діскордіанській міфології Анеріс описана як сестра Еріс або Діскордії. Еріс/Діскордія є богинею безладу і буття, Анеріс/Гармонія є богинею порядку і небуття.
«ДОГМА III — ІСТОРІЯ 32, 'КОСМОГОНІЯ'» в Принципії Діскордії, гласить: На початку була БЕЗОДНЯ, в якій було дві дочки; одна (менша), яка відповідала БУТТЮ, названа ЕРІС, і інша (більша), яка відповідала НЕБУТТЮ, названа АНЕРІС.
Безплідна Анеріс заздрила Еріс (яка народилася вагітною) і почала перетворювати існуючі речі, породжені Еріс, в неіснуючі. Це пояснює чому життя починається і чому воно пізніше закінчується смертю.
І з того дня речі з'являлися і зникали таким чином.